# ウィリアム・ディターレ
ウィリアム・ディターレ（William Dieterle, 本名：Wilhelm Dieterle, 1893年7月15日 - 1972年12月8日）は、ドイツ・アメリカ合衆国の映画監督。

## 生い立ち
父ヤーコプと母ベルテの9人兄弟の末っ子で、家は貧しく、早くから自立しなければ生きていくことができず、物心つく頃から木工職人やスクラップ業などの仕事を転々としていた。ただし、幼い彼には舞台への望みがあった。16歳でグループ劇団に入り役者として舞台に立ち、スイス、ドイツ国内を巡業。彼には高い志と優れた容貌があったので、劇団でもすぐに頂点に立った。映画には1911年から1914年までたびたび出演していた。

## キャリア

### 渡米前まで
1918年から有名な舞台上の表現主義を推し進めていったプロデューサー、舞台監督、デザイナー及び興行主のマックス・ラインハルトの劇団にベルリンで所属し、演じるようになる。1920年から本格的に映画に復帰。当時のドイツのサイレント映画界において自然主義・ロマン主義的な主役や逆にドイツ表現主義やゴチックな表現もどちらもできる国内でも有名かつ成功した俳優の一人になる。しかしディターレは師の与えたインスピレーションにより演技より映画監督に興味を持つようになる。1923年までに20本近くの映画に出演後、本名のヴィルヘルム・ディテルレの名前で映画監督としてデビュー、最初の主演女優は若いマレーネ・ディートリヒであった。
ディターレの妻のシャルロッテ・ハーゲンブルッフと共に、彼自身の映画プロダクションを設立、1920年代は俳優と映画監督として両方の才能を発揮するようになった。特に俳優としては『裏町の怪老窟』(1924、パウル・レニ監督）や『ファウスト』(1926、F.W.ムルナウ監督）など、俳優はコンラート・ファイトやエミール・ヤニングスを発掘した。1927年以降は自作自演の作品も多くなる。

### 渡米後の全盛期
1930年、米国ワーナー・ブラザースの映画監督としての求めに応じて渡米し、ハリウッドを拠点に活動を開始した。まずは公開された英語作品のドイツ語化の仕事であった。彼はそこで、新しいヨーロッパの才能、ハンガリー人のマイケル・カーティスを発見し、ワーナーに送り込んだ。1931年には彼の優れた叙述力や的確な演出力を元に簡単な助けによって、もう英語圏の映画が撮れるようになっていた。彼の英語での監督第1作『最後の偵察』（1931）はすでに傑作と認められる。1934年までに6作を数える。
この年、ラインハルトが、ナチスの迫害を逃れてディターレを頼って渡米してきた。ラインハルトは、シェイクスピアの「真夏の夜の夢」の舞台化を、伝説化してしまった豪華絢爛なハリウッド・ボウルでの上演を行ったのである。それは、ワーナー・ブラザースが十分なほど食指を動かす内容であった。ワーナー・ブラザースは1935年に偉大なラインハルトと共に舞台を映画化することに決めた。あのジャック・L・ワーナーさえその話を小耳に挟んでいた。ラインハルトはハリウッドについてはまったく知らなかった。そこで共同監督としてディターレが舞台と映画の間の仲立ちをしなければならなかった。できあがった作品は興行的にも成功し、映画界にとっても革命的な内容であった。
ディターレはまたポール・ムニを主役にして3本の第1級の伝記映画を作った。『科学者の道』(1936)、『ゾラの生涯』(1937)、『革命児ファレス』（1939）である。どの作品も、アカデミー賞のノミネートを受けた。この後、RKOに出てチャールズ・ロートンがカシモトを演じた『ノートルダムの傴僂男』(1939）を撮った。この作品は彼の代表作の1本とされる。表現主義を息づかせる様な限定されたライティングで作り上げたパリの中世風の地下世界の素晴らしい暗いシーンとロマンティックなスタイルが融合している。
1940年代は各スタジオを精力的にとびまわり、たとえばワーナー・ブラザースではエドワード・G・ロビンソン主演で2本の伝記物を撮った。彼は、やがて独立プロのデヴィッド・O・セルズニックの元で働くようになる。
また彼には、様々なジャンルの映画を撮ることができた。北欧伝説の映画化『悪魔の金』(1941)、甘いファンタジードラマ『ジェニイの肖像』(1948)、社会派メロドラマ『恋の十日間』(1944)、観光メロドラマ『旅愁』(1950)、フィルム・ノワール『欲望の砂漠』など幅広いジャンルを手がけた。

## 晩年
1950年代になり、彼が元共産主義者という容疑で、ブラックリストに載った訳ではないが、マッカーシー旋風（赤狩り）に巻き込まれ、パスポートを没収され、やむなくイタリアに渡り、その後は西ドイツで映画を製作した。西ドイツのミュンヘン近郊で死去。

## 主な監督作品
- Geschlecht in Fesseln (1928)
- 最後の偵察 The Last Flight (1931)
- 宝石泥棒 Jewel Robbery (1932)
- 流行の王様 Fashions of 1934 (1934)
- 真夏の夜の夢 A Midsummer Night's Dream (1935)
- 科学者の道 The Story of Louis Pasteur (1936)
- 白衣の天使 The White Angel (1936)
- ゾラの生涯 The Life of Emile Zola (1937)
- ノートルダムの傴僂男　The Hunchback of Notre Dame (1939)
- 革命児ファレス Juarez (1939)
- 偉人エーリッヒ博士 Dr. Ehrlich's Magic Bullet (1940)
- 悪魔の金 The Devil and Daniel Webster (1941)
- キスメット Kismet (1944)
- 恋の十日間 I'll Be Seeing You (1944)
- ラヴレター Love Letters (1945)
- ジェニイの肖像 Portrait of Jennie (1948)
- 欲望の砂漠 Rope of Sand (1949)
- 噴火山の女 Vulcano (1950)
- 旅愁 September Affair (1950)
- 黒い街 The Turning Point (1952)
- 情炎の女サロメ Salome (1953)
- 巨象の道 Elephant Walk (1954)
- 勇者カイヤム Omar Khayyam (1957)